# Kristiina Poska

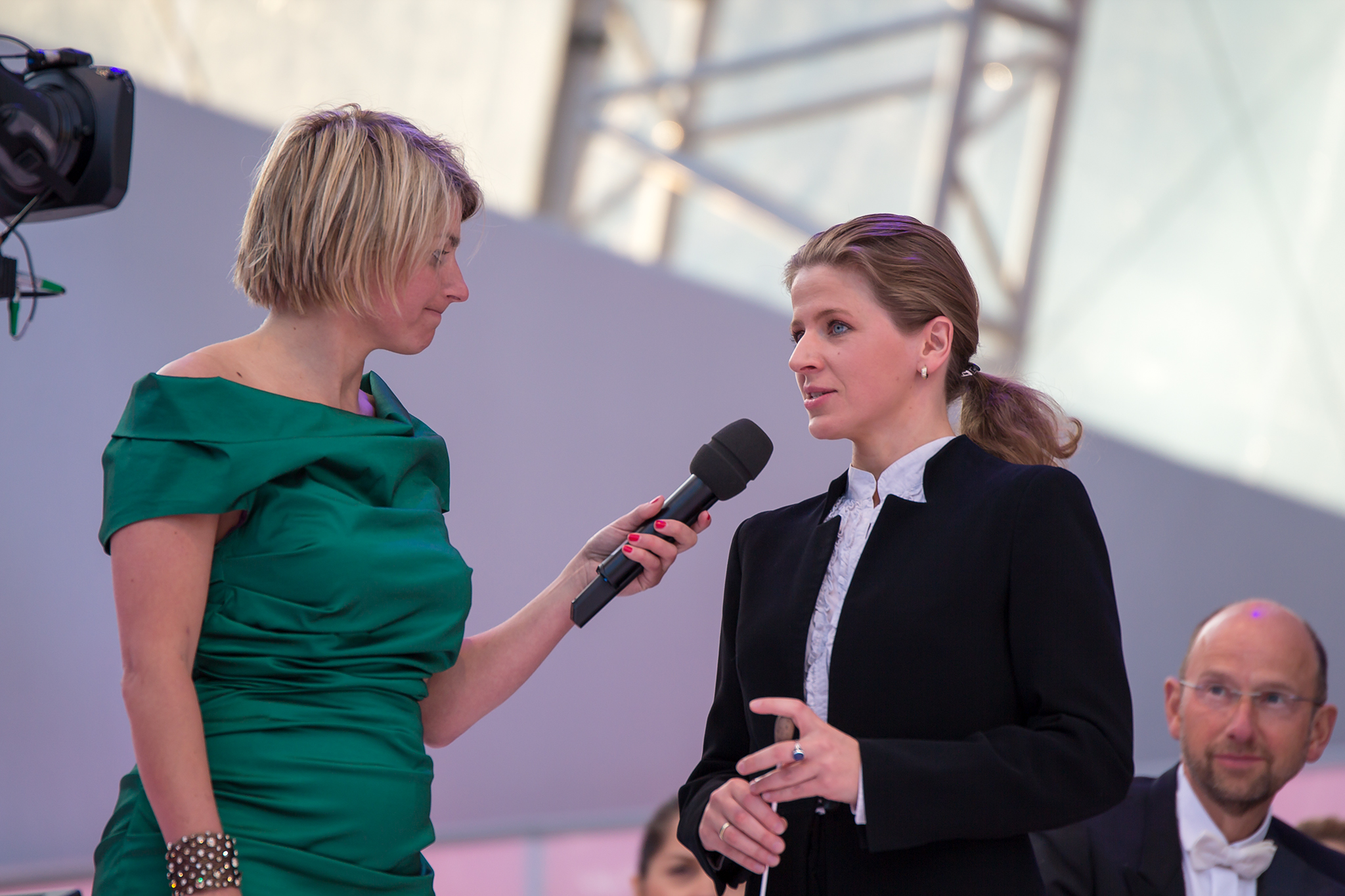
Kristiina Poska im Interview mit der Moderatorin Sabine Heinrich bei den Eurovision Young Musicians 2014

Kristiina Poska (* 12. Juli 1978 in Türi, Estland) ist eine estnische Dirigentin.

## Leben
Kristiina Poska begann im Alter von acht Jahren mit dem Klavierspiel. Seit 1994 ist sie als Dirigentin tätig. 1998 gründete sie den estnischen Chor Nimeta („Namenlos“).
Kristiina Poska schloss 2002 ihr Studium im Fach Chorleitung an der Estnischen Musikakademie (Eesti Muusikaakadeemia) in Tallinn ab. In Berlin erweiterte sie ihre Ausbildung bei Kai-Uwe Jirka an der Universität der Künste (UdK) und bei Jörg-Peter Weigle an der Hochschule für Musik „Hanns Eisler“. Dort studierte sie von 2004 bis 2009 Orchesterleitung bei Christian Ehwald.
Von 2006 bis 2011 war Poska Dirigentin des Symphonieorchesters „Cappella academica“ der Humboldt-Universität zu Berlin. 2008 bis 2013 war sie Stipendiatin des Forums Dirigieren beim Deutschen Musikrat. In diesem Rahmen besuchte sie Kurse bei Peter Gülke, Reinhard Goebel und Eri Klas.
Vom August 2012 bis Juli 2016 war Poska Erste Kapellmeisterin an der Komischen Oper in Berlin.
2019 wurde Kristiina Poska Musikdirektorin am Theater Basel, begrenzt auf die Spielzeit 2019/20. Ebenfalls 2019 trat sie ihr Amt als Chefdirigentin des Flanders Symphony Orchestra in Gent an.

## Gastdirigate
Kristiina Poska ist eine international gefragte Konzert- und Operndirigentin und arbeitete erfolgreich mit dem Estnischen Staatlichen Sinfonieorchester, den Rundfunksinfonieorchestern in Köln, Leipzig, Saarbrücken/Kaiserslautern, Frankfurt am Main und Wien, am Konzerthaus Wien mit der Camerata Salzburg, dem Tonkünstler-Orchester Niederösterreich, den Münchner Philharmonikern, der Kammerphilharmonie Bremen, dem Tonhalle-Orchester Zürich, dem Orchestre Philharmonique de Strasbourg, den Göteborger Symphonikern, dem Royal Stockholm Philharmonic und dem Tokyo Symphony Orchestra.
Opernengagements führten sie u. a. an die Volksoper Wien, die Hamburgische Staatsoper, die Finnische Nationaloper  Helsinki, die Königliche Oper Stockholm, das Opernhaus Zürich und das Theater Basel.

## Auszeichnungen
Poska wurde im Oktober 2006 mit dem Orchestra’s Preference Award der „Dimitris Mitropoulos International Competition for Conducting“ in Athen ausgezeichnet. Sie erhielt im Mai 2007 den ersten Preis des 5. Dirigentinnenwettbewerbs der Orchesterakademie der Bergischen Symphoniker Remscheid-Solingen.
Beim renommierten Nikolai-Malko-Wettbewerb 2012 in Kopenhagen mit dem Danish National Symphony Orchestra erhielt Kristiina Poska u. a. den Publikumspreis.
Im April 2013 gewann sie den vom Deutschen Musikrat in Zusammenarbeit mit dem Konzerthaus Berlin alle zwei Jahre verliehenen und mit 15.000 Euro dotierten Deutschen Dirigentenpreis.